# Sobrecomillas
Sobrecomillas es una montaña situada en el municipio cántabro de Los Tojos (España), en la divisoria entre el Saja y el Besaya. Es la zona más alta del cordal que separa los valles del río Queriendo y el Saja. En parte destacada del cerro hay un vértice geodésico que marca una altitud de 1272,20 m s. n. m. desde la base del pilar. Se accede a este punto desde el pueblo de Saja, por la carretera que va a Espinilla. En el P.K. 17,200 hay que tomar una pista a la izquierda hasta el refugio de Venta Vieja. También desde Colsa, barrio de Los Tojos, se alcanza con facilidad a la cumbre.